# キム・ジヨン (ソフトテニス選手)
キム・ジヨン（Kim Jiyeon、1994年4月18日 - ）は、韓国のソフトテニス選手。

## 来歴
光州東信女子高 - オクチョン - DGBANK。2014アジア競技大会韓国完全優勝のメンバー。ポジションは後衛。

## 四大国際大会戦績
- 2014アジア競技大会　ダブルス銀メダル　ミックスダブルス銅メダル　国別対抗団体戦金メダル
- 2015世界選手権　シングルス金メダル[2]　ミックスダブルス銀メダル　国別対抗団体戦金メダル
- 2016アジア選手権　シングルス金メダル[3]　ミックスダブルス銀メダル　ダブルス銅メダル　国別対抗団体戦金メダル
- 2018アジア競技大会　ミックスダブルス銅メダル　シングルスベスト8　国別対抗団体戦銀メダル